# Salvatore Bocchetti
Salvatore Bocchetti (30. listopad 1986, Neapol, Itálie) je italský fotbalový trenér a bývalí fotbalový obránce.

## Přestupy
- z Ascoli do Frosinone za 1 900 000 Euro
- z Frosinone do Janov za 2 200 000 Euro
- z Janov do Kazaň za 9 500 000 Euro
- z Kazaň do Spartak Moskva za 4 500 000 Euro
- z Spartak Moskva do Milán (hostování)
- z Spartak Moskva do Verona zadarmo

## Hráčská kariéra

### Klubová
Od 15 let působil v Ascoli, která jej poslala na hostování v roce 2005 do třetiligové Lanciana. Po roce se vrátil, jenže po půl roce se opět stěhoval, když jeho polovinu smlouvy koupilo Frosinone. V létě 2008 klub získalo i druhou polovinu.
Po dvou sezonách ve 2. lize, jej koupil prvoligový Janov, kde se stal stálým členem sestavy. Díky tomu se dostal i do reprezentace. První prvoligovou branku vstřelil 24. března 2010 proti Palermu (2:2). S klubem se dostal i do EL, když se umístil na 5. místě v lize. V následující sezoně se umístil na 9. místě a EL nepostoupil ze skupiny.
Dne 29. srpna 2010 byl prodán do ruského klubu Kazaň, kde si zahrál první zápasy v LM. S klubem za tři roky hraní vyhrál Ruský fotbalový pohár (2011/12) a také Ruský Superpohár (2012), ve kterém vstřelil branku.
V lednu 2013 byl prodán do Spartaku Moskva se kterým za první tři roky nic nevyhrál. V lednu 2015 odešel na hostování do italského Milána, kde odehrál 9 utkání a opce nebyla aktivována. a proto se vrátil do Spartaku Moskva, se kterým hrál až do konce sezóny 2018/19 a vyhrál s klubem Ligu (2016/17) i Ruský Superpohár (2017).
Poté co mu skončila smlouva, odešel opět do Itálie a podepsal smlouvu na dva roky s Veronou. Kvůli různým zraněním odehrál jen 5 utkání. Následující sezonu odehrál v druholigové Pescaře se kterou po sezoně sestoupil do 3. ligy, ale rozhodl se ukončit kariéru, ve které odehrál celkem 363 utkání.

## Statistiky

### Klubové
| Sezóna                   | Klub                     | Liga                     | Liga   | Liga | Ligové poháry | Ligové poháry | Ligové poháry | Kontinentální poháry | Kontinentální poháry | Kontinentální poháry | Celkem | Celkem |
| Sezóna                   | Klub                     | Soutěž                   | Zápasy | Góly | Soutěž        | Zápasy        | Góly          | Soutěž               | Zápasy               | Góly                 | Zápasy | Góly   |
| ------------------------ | ------------------------ | ------------------------ | ------ | ---- | ------------- | ------------- | ------------- | -------------------- | -------------------- | -------------------- | ------ | ------ |
| 2005/06                  | Lanciano                 | Serie C1                 | 22     | 1    | IP            | 0             | 0             | -                    | 0                    | 0                    | 22     | 1      |
| 2006/07                  | Ascoli                   | Serie A                  | 2      | 0    | IP            | 0             | 0             | -                    | 0                    | 0                    | 2      | 0      |
| 2007                     | Frosinone                | Serie B                  | 17     | 2    | IP            | 0             | 0             | -                    | 0                    | 0                    | 17     | 2      |
| 2007/08                  | Frosinone                | Serie B                  | 38     | 2    | IP            | 0             | 0             | -                    | 0                    | 0                    | 38     | 2      |
| Celkem za Frosinone      | Celkem za Frosinone      | Celkem za Frosinone      | 55     | 4    | -             | 0             | 0             | -                    | 0                    | 0                    | 55     | 4      |
| 2008/09                  | Janov                    | Serie A                  | 32     | 0    | IP            | 2             | 0             | -                    | 0                    | 0                    | 34     | 0      |
| 2009/10                  | Janov                    | Serie A                  | 28     | 1    | IP            | 0             | 0             | EL                   | 7                    | 0                    | 35     | 1      |
| Celkem za Janov          | Celkem za Janov          | Celkem za Janov          | 60     | 1    | -             | 2             | 0             | -                    | 7                    | 0                    | 69     | 1      |
| 2010                     | Kazaň                    | Prem'er-Liga             | 7      | 2    | RP            | 0             | 0             | LM+EL                | 6+2                  | 0+0                  | 15     | 2      |
| 2011/12                  | Kazaň                    | Prem'er-Liga             | 32     | 5    | RP            | 4             | 1             | LM+EL                | 3+8                  | 0+0                  | 47     | 6      |
| 2012/13                  | Kazaň                    | Prem'er-Liga             | 13     | 2    | RP+RS         | 1+1           | 0+1           | EL                   | 4                    | 0                    | 19     | 3      |
| Celkem za Kazaň          | Celkem za Kazaň          | Celkem za Kazaň          | 52     | 9    | -             | 6             | 2             | -                    | 23                   | 0                    | 81     | 11     |
| 2013                     | Spartak Moskva           | Prem'er-Liga             | 10     | 0    | RP            | 0             | 0             | -                    | 0                    | 0                    | 10     | 0      |
| 2013/14                  | Spartak Moskva           | Prem'er-Liga             | 12     | 0    | RP            | 1             | 0             | -                    | 0                    | 0                    | 13     | 0      |
| 2014/15                  | Spartak Moskva           | Prem'er-Liga             | 3      | 0    | RP            | 2             | 0             | -                    | 0                    | 0                    | 5      | 0      |
| 2015                     | Milán                    | Serie A                  | 9      | 0    | IP            | 0             | 0             | -                    | 0                    | 0                    | 9      | 0      |
| 2015/16                  | Spartak Moskva           | Prem'er-Liga             | 28     | 3    | RP            | 2             | 0             | -                    | 0                    | 0                    | 30     | 3      |
| 2016/17                  | Spartak Moskva           | Prem'er-Liga             | 15     | 1    | RP            | 0             | 0             | EL                   | 2                    | 0                    | 17     | 1      |
| 2017/18                  | Spartak Moskva           | Prem'er-Liga             | 12     | 1    | RP+RS         | 1+1           | 0             | LM+EL                | 3+1                  | 0+0                  | 18     | 1      |
| 2018/19                  | Spartak Moskva           | Prem'er-Liga             | 15     | 0    | RP            | 2             | 0             | LM+EL                | 1+4                  | 0                    | 23     | 1      |
| Celkem za Spartak Moskva | Celkem za Spartak Moskva | Celkem za Spartak Moskva | 95     | 5    | -             | 9             | 0             | -                    | 11                   | 0                    | 115    | 5      |
| 2019/20                  | Verona                   | Serie A                  | 5      | 0    | IP            | 0             | 0             | -                    | 0                    | 0                    | 5      | 0      |
| 2020/21                  | Pescara                  | Serie B                  | 18     | 2    | IP            | 1             | 0             | -                    | 0                    | 0                    | 19     | 2      |
| Celkově                  | Celkově                  | Celkově                  | 306    | 20   | -             | 18            | 3             | -                    | 41                   | 0                    | 363    | 22     |

### Reprezentační

#### Statistika na velkých turnajích
| Reprezentace | Rok     | Zápasy                      | Zápasy | Zápasy      | Zápasy           | Zápasy           | Zápasy   |
| Reprezentace | Rok     | Fáze turnaje                | Datum  | Soupeř      | Odehraných minut | Vstřelené branky | Výsledek |
| ------------ | ------- | --------------------------- | ------ | ----------- | ---------------- | ---------------- | -------- |
| Itálie       | OH 2008 | 1 zápas ve skupině          | 7. 8.  | Honduras    | 72               | 0                | 3:0      |
| Itálie       | OH 2008 | 2 zápas ve skupině          | 10. 8. | Jižní Korea | 90               | 0                | 3:0      |
| Itálie       | OH 2008 | 3 zápas ve skupině          | 13. 8. | Kamerun     | 90               | 0                | 0:0      |
| Itálie       | OH 2008 | Čtvrtfinále                 | 16. 8. | Belgie      | 90               | 0                | 2:3      |
| Itálie       | MS 2010 | Neodehrál žádné ze 3 utkání |        |             |                  |                  |          |

### Trenérské
| Sezóna  | Klub    | Liga    | Liga   | Liga  | Liga   | Liga   | Liga                               | Ligové poháry | Ligové poháry | Ligové poháry | Ligové poháry | Ligové poháry | Ligové poháry | Kontinentální poháry | Kontinentální poháry | Kontinentální poháry | Kontinentální poháry | Kontinentální poháry | Kontinentální poháry | Celkem | Celkem | Celkem | Celkem |
| Sezóna  | Klub    | Soutěž  | Zápasy | Výhry | Remízy | Prohry | Umístění                           | Soutěž        | Zápasy        | Výhry         | Remízy        | Prohry        | Úspěch        | Soutěž               | Zápasy               | Výhry                | Remízy               | Prohry               | Úspěch               | Zápasy | Výhry  | Remízy | Prohry |
| ------- | ------- | ------- | ------ | ----- | ------ | ------ | ---------------------------------- | ------------- | ------------- | ------------- | ------------- | ------------- | ------------- | -------------------- | -------------------- | -------------------- | -------------------- | -------------------- | -------------------- | ------ | ------ | ------ | ------ |
| 2022    | Verona  | Serie A | 6      | 0     | 0      | 6      | nastoupil v říj., propuštěn v lis. | IP            | 0             | 0             | 0             | 0             | -             | -                    | 0                    | 0                    | 0                    | 0                    | -                    | 6      | 0      | 0      | 0      |
| Celkově | Celkově | Celkově | 6      | 0     | 0      | 0      | -                                  | -             | 0             | 0             | 0             | 0             | -             | -                    | 0                    | 0                    | 0                    | 0                    | -                    | 6      | 0      | 0      | 0      |

## Úspěchy

### Hráčské

#### Národní
- vítěz ruské ligy (3x)

Spartak Moskva: 2016/17
- vítěz ruského poháru (1x)

Kazaň: 2011/12
- vítěz ruského superpoháru (2x)

Kazaň: 2012

Spartak Moskva: 2017

#### Reprezentační
- 1× na MS (2010)
- 1× na ME 21 (2009 - bronz)
- 1× na OH (2008)

#### Individuální
- All Stars tým ME 21 (2009)